# Alfred Keller (Komponist)
Alfred Keller (* 5. Januar 1907 in Rorschach, Schweiz; † 14. Juni 1987 ebenda) war ein Schweizer Komponist.

## Leben
Alfred Keller studierte nach dem Abschluss der Kantonsschule Sankt Gallen von 1925 bis 1927 am Konservatorium Zürich Komposition bei Volkmar Andreae, Klavier bei Carl Baldegger und Kontrapunkt bei Paul Müller-Zürich.
1926 lernte er erstmals die Musik der Zweiten Wiener Schule kennen, bei einem Konzert, das Anton Webern dirigierte und bei dem Keller an der Großen Trommel mitwirkte. Von 1927 bis 1930 war er Meisterschüler von Arnold Schönberg an der Preußischen Akademie der Künste in Berlin. In dieser Zeit kam es zu ersten Uraufführungen von Kellers Werken. So erklang bei einem Akademiekonzert im Juni 1929 u. a. eine von Schönbergs Zwölftontechnik beeinflusste Klaviersonate. Der Kritiker Heinz Pringsheim erklärte daraufhin Keller zur «innerlich vielleicht stärksten Begabung dieses Kreises». Außerdem wirkte Keller als Korrepetitor unter Alexander Zemlinsky und Otto Klemperer bei Aufführungen der Schönberg-Opern Erwartung und Die glückliche Hand. 
Sein Studium in Berlin schloss Keller im Sommer 1930 ab, Schönbergs Zeugnis erwähnte lobend «neben (Kellers) sehr beträchtlicher Kompositionsbegabung» auch dessen «ausgezeichnete kunstmoralische Haltung».
Im Juli 1930 kehrte Keller nach Rorschach zurück und war zunächst als privater Klavier-, Gesangs- und Theorielehrer tätig. Ab 1931 wirkte er als Dirigent von Kirchen- und Arbeiterchören in St. Gallen und leitete Chor- und Orchesterkonzerte. 1937 zog er nach St. Gallen. Dort kam es 1939 zur Begegnung mit dem Komponisten Karl Amadeus Hartmann, der in NS-Deutschland zu den Vertretern der Inneren Emigration zählte und dessen Musik der Trauer 1940 in St. Gallen uraufgeführt wurde.
Bei Ausbruch des Zweiten Weltkriegs wurde Keller als Hilfsdienstpflichtiger zur Schweizer Armee eingezogen. Nach dem Krieg war er zeitweise wieder als Chorleiter tätig. Ab 1946 unterrichtete er Klavier am Lehrerseminar Rorschach, 1954 übersiedelte er dorthin zurück. 1958 wurde er zum Professor ernannt und lehrte bis zu seiner Pensionierung 1972. In Vorträgen und Publikationen brachte er die Musik des 20. Jahrhunderts einem breiteren Publikum nahe. Zu dem gleichaltrigen Schweizer Komponisten Erich Schmid, der wie Keller die Meisterklasse bei Schönberg in Berlin besucht hatte, entwickelte sich eine anhaltende Freundschaft. 1987 verstarb Keller in Rorschach.

## Stil
Alfred Keller wurde von Peter Gradenwitz als «Schönbergs schweigsamer Schüler» bezeichnet, auch im Hinblick darauf, dass Keller nach seiner Rückkehr in die Schweiz ein eher zurückgezogenes, unauffälliges Leben vornehmlich als Pädagoge und Dirigent führte. Als Komponist hinterliess Keller vor allem Chorwerke und Lieder, aber auch Orchester-, Kammer- und Klaviermusik sowie Werke für Solo-Holzbläser. Die Bandbreite reichte von expressiven Werken der Moderne bis hin zu tonalen Stücken für den praktischen Choralltag.
In frühen Jahren zeigten seine Kompositionen deutliche Einflüsse Schönbergs und Weberns. In der Zeit als Chorleiter ab 1931 beschäftigte er sich auch mit der konkurrierenden zwölftönigen Tropenlehre von Josef Matthias Hauer. Es entstanden weitere atonale Kompositionen, die Keller später vernichtete. Es überwogen fortan tonale Chorwerke, oft im Sinne einer auch für Laien geeigneten Gebrauchsmusik. Ab den 1950er Jahren experimentierte er erneut mit Elementen der Zwölftontechnik, etwa in dem Klavierstück Epitaph für Arnold Schönberg (1956) und in dem Orchesterwerk Variationen über ein Thema von Arnold Schönberg (1962). In den späteren Jahren entwickelte Keller, vor allem in den Liedern, Klavier- und Solobläserstücken, zunehmend einen eigenen, unabhängigen, teils spielerisch-virtuosen und originellen Stil.

## Auszeichnungen
- 1954: Anerkennungspreis St. Gallen[7]
- 1977: Erster Kulturpreis der Stadt Rorschach, «in Anerkennung der grossen Verdienste um die zeitgenössische Musik» zum 70. Geburtstag[5]
- 1980/81: Kompositionsauftrag der Stiftung Pro Helvetia für das Orchesterwerk Ossia[5]